# ایرج صغیری
ایرج صغیری (متولد اول آذر ۱۳۲۵ در بوشهر، کوی شکری) بازیگر، کارگردان، نمایشنامه‌نویس و داستان‌نویس ایرانی‌ است.او با بازی در نقش ابوذر در تئاتری که با همکاری داریوش ارجمند و نظارت علی شریعتی در دانشگاه فردوسی و حسینیه ارشاد اجرا شد، توانست مهارت خود را به نمایش بگذارد و به محبوبیت دست یابد. 
نمایشنامه «قلندرخونه» از آثار او به عنوان اثر شایسته تقدیر بیستمین دوره جایزه کتاب فصل شناخته شد.

## آثار نمایشی
- کارگردانی فیلم سفر غریب (۱۳۶۵)
- نمایش قلندرخونه
- نمایش محپلنگ
- نمایش سرباز
- نمایش شب شولای عبدالرحمان

## کتاب‌ها
- «خالو نکیسا، بنات النعش و یوزپلنگ، ۱۳۶۹
- خلخال شوم، ایرج صغیری، تهران: پژوهنده، ۱۳۸۲
- قلندرخونه، ایرج صغیری، تهران: قطره، ۱۳۹۰
- محپلنگ، ایرج صغیری، تهران: افراز
- خالو نکیسا، بنات النعش، و یوزپلنگ. انتشارات افراز، 1399